# Gnorimosphaeroma shikinense
Gnorimosphaeroma shikinense är en kräftdjursart som beskrevs av Nunomura1999. Gnorimosphaeroma shikinense ingår i släktet Gnorimosphaeroma och familjen klotkräftor. Inga underarter finns listade i Catalogue of Life.